# Грузовая таможенная декларация
Грузовая таможенная декларация (ГТД) — основной документ, оформляемый при перемещении товаров через таможенную границу государства (экспорт, импорт). ГТД оформляется распорядителем груза и заверяется таможенным инспектором, в дальнейшем служит основанием для пропуска через границу. В декларации содержатся сведения о грузе и его таможенной стоимости, транспортном средстве, осуществляющем доставку, отправителе и получателе.
Без предоставления ГТД органы государственного таможенного контроля не принимают товары и имущество к таможенному оформлению для пропуска через госграницу.
Другая функция ГТД — документ-заявление, представляемый участниками ВЭД о законности сделки, то есть соответствия всех действий в процессе экспортной и импортной операции законодательству РФ. Сведения, указанные в декларации, должны находиться в полном соответствии с предъявляемым для таможенного контроля товаром (имуществом) другими фактическими данными. Наличие расхождений между сведениями, указанными в ГТД, и фактическими данными, обнаруженными в ходе таможенного контроля, влечет за собой задержку товара и требует переоформления ГТД.
Следующая функция ГТД — подтверждение законности ввоза и вывоза товара органами таможенного контроля. Таможенный контроль завершается удостоверительными отметками таможенного учреждения РФ, после чего ГТД приобретает в перспективе значение своего рода международного таможенного «паспорта» товара, имеющего должную юридическую силу для зарубежных таможенных служб, других органов управления соответствующих зарубежных государств.
Наличие ГТД обязательно при таможенном оформлении грузов в 98 странах, с которыми торгует Россия. Важное значение имеет ГТД и в качестве учётно-статистического документа.
ГТД представляется таможне в установленный законодательством срок, который колеблется от одного дня до двух недель, считая со дня прибытия товара на таможню. ГТД содержит номер грузового документа, по которому товар принят на таможню (в портовых таможнях также наименование судна, на котором прибыл товар), тарифное наименование товара или ссылку на соответствующую статью таможенного тарифа, цену и стоимость партии товара. В ГТД дается также перечень обычно прилагаемых к ней документов (счет, отгрузочная спецификация, сертификат качества и т. д.).
ГТД представляет собой комплект из четырёх сброшюрованных листов ТД1 (основной лист) и ТД2 (добавочные листы). В ГТД не должно быть подчисток и помарок.
Листы ГТД распределяются следующим образом:
первый — остается в таможенном и хранится в специальном архиве;
второй лист (статистический) — остается в отделе таможенной статистики;
третий лист — возвращается декларанту;
четвёртый лист:
а) при вывозе товара прикладывается к товаросопроводительным документам и направляется вместе с товарами в таможенный орган, в регионе которого расположен пункт пропуска на границе;
б) при ввозе товаров остается в отделе таможенной стоимости таможенного органа, осуществляющего таможенное оформление.
В некоторых странах допускают предъявление экспортером или импортером временной или предварительной ГТД. Импортер подает предварительную ГТД, когда он к моменту прибытия груза на таможню не имеет точных сведений о нём. После выгрузки товара и его осмотра импортер подает ГТД обычного типа. Экспортер подает предварительную ГТД при продаже товаров со склада, поставке транзитных товаров, в отношении которых предусмотрен возврат ранее уплаченных пошлин, товаров, попадающих под действие различного рода ограничений и т. д.

## Формат номера ГТД
Регистрационный номер проставляется должностным лицом таможенного органа и формируется по следующей схеме:
```
Х Х Х Х Х Х Х Х  /  Х Х Х Х Х Х  /  Х Х Х Х Х Х Х
_______________     ___________     _____________
      1                  2                3 
```

элемент 1 — код таможенного органа или его структурного подразделения;
элемент 2 — дата принятия ГТД (день, месяц, две последние цифры года);
элемент 3 — порядковый номер таможенной декларации (начинается с единицы с каждого календарного года). Если подается предварительная таможенная декларация на иностранные товары до их прибытия на таможенную территорию Российской Федерации или до завершения процедуры внутреннего таможенного транзита, то в первой позиции проставляется буква «п».
В связи с тем, что в одной ГТД могут быть представлены сведения о товарах 100 наименований, ФТС и ФНС устанавливают особый порядок формирования номера (в частности, для указания в счетах-фактурах). После выпуска таможенным органом конкретного товара к регистрационному номеру, присвоенному должностным лицом таможенного органа при принятии декларации, через знак дроби «/» добавляется порядковый номер товара.